# Phylloptera picta
Phylloptera picta är en insektsart som beskrevs av Brunner von Wattenwyl 1891. Phylloptera picta ingår i släktet Phylloptera och familjen vårtbitare. Inga underarter finns listade i Catalogue of Life.